# Tratado de Vientiane
O Tratado de Vientiane foi um acordo de cessar-fogo entre as duas facções beligerantes na Guerra Civil Laociana (o Reino do Laos e o comunista Pathet Lao), assinado em Vientiane (capital do Laos), em 21 de fevereiro de 1973.
O Tratado de Vientiane foi, em certo sentido, um corolário dos Acordos de Paz de Paris, assinados no mês anterior, que encerraram o envolvimento dos Estados Unidos na Guerra do Vietnã. Assim como os Acordos de Paris determinaram a retirada de todas as forças estadunidenses no Vietnã, o Tratado de Vientiane exigia a remoção do Laos de todas as forças estrangeiras aliadas de cada lado.
Sob os termos do tratado, um novo governo de coalizão deveria ser criado; a segurança nas principais cidades (como Vientiane) deveria ser realizada por forças conjuntas de ambos os lados.
Não havia garantias externas aos termos, pois o acordo era apenas entre as facções do Laos; a Comissão Internacional de Controle (que havia supervisionado os Acordos de Genebra de 1954 que encerraram a Primeira Guerra da Indochina) estava mais impotente do que antes para monitorar o cumprimento.
O governo de coalizão previsto pelo tratado não durou muito tempo; assim como com o próprio tratado, os eventos no Laos emularam os do Vietnã. Pouco depois da queda do governo sul-vietnamita em 30 de abril de 1975, o Pathet Lao assumiu o controle do Laos em 15 de agosto de 1975.